# Автомагістраль М90 (Велика Британія)
Автомагістраль M90 — автомагістраль у Шотландії. Пролягає від розв'язки 1A автомагістралі M9, на південь від перетину Квінсферрі до Перта. Це найпівнічніша автострада Сполученого Королівства. Північна точка йде до західного передмістя Перта в Броксден. Невелика частина M90 (через міст Фріартон на південний схід від Перта) спочатку була пронумерована як автострада M85.

## Історія
Перша ділянка M90 була відкрита в 1964 році, щоб збігтися з відкриттям мосту Форт-Роуд і розв'язки Мастертон (розв'язка 2). Наступна ділянка M90, Кроссгейтс — обхід Келті та Кауденбіта, була відкрита 1 грудня 1969 року. Відрізок між Кінроссом і об'їзною дорогою Мілнатхорт був відкритий у грудні 1971 року.
Дві секції мали розпочати будівництво приблизно в 1973 та 1974 роках, однак їхнє будівництво було призупинено через нафтову кризу 1973 року. Ділянка від Арларі (розв'язка 8 з A91) до Арнгаска була відкрита в березні 1977 року. Від Арнгаска (Гленфарг) до Мюрмонта було відкрито в серпні 1980 року, з'єднуючи завершений міст Фріартон (який спочатку мав номер M85 і був відкритий у 1976 році) та об'їзну дорогу Перта до Брокдена.
У 2017 році M90 було продовжено на південь через Ферт-оф-Форт через новий вантовий міст, Квінсферрі-Кроссінг. Коротка ділянка A90 з'єднує дві частини M90: коротку ділянку M90 від M9 та набагато довший відрізок M90, який перетинає Квінсферрі-Кроссінг і тягнеться до Перту. Ця коротка довжина A90 була потрібна на даному етапі, оскільки правила автомагістралі перешкоджали б певним класам транспорту використовувати цю ділянку дороги.

## Деталі
M90 залишає східно-західну M9 біля Кірклістона та прямує на північ. Автомагістраль переривається короткою ділянкою A90, де A90 з Единбурга з'єднується з M90. Дорога продовжується, але M90 на цьому відрізку називається A90. Досягнувши розв'язки на південь від перетину Квінсферрі, A90 знову перетворюється на M90. Переїзд був відкритий як частина автомагістралі 30 серпня 2017 року; міст налаштований як двосмугова проїжджа частина та має обмеження швидкості 70 миля/год (110 км/год).
Раніше найбільш суттєвою інженерною особливістю M90 був міст Фріартон у Перті, висока споруда з бетонними стовпами, яка перетинає річку Тей. Міст забезпечує рух транспорту в східному напрямку від Брокдена до Данді та вздовж затоки Ферт-оф-Тей.
Дорога становить більшу частину південної частини коридору A90 від Единбурга через Перт, Данді та Абердін до Пітергеда вздовж узбережжя Північного моря Шотландії.
Значна частина північної ділянки автомагістралі пролягає за маршрутом колишньої головної залізничної лінії між Пертом і Единбургом через Гленфарг, Кінрос і Форт-Брідж, який було закрито в 1970 році, попри те, що це не рекомендовано звітом Бічінга.